# ジョン・ウェスト (初代デ・ラ・ウォー伯爵)
初代デ・ラ・ウォー伯爵ジョン・ウェスト中将（英語: John West, 1st Earl De La Warr KB PC FRS、1693年4月4日 – 1766年3月16日）は、グレートブリテン王国の貴族、軍人、政治家。1723年までジョン・ウェスト閣下の儀礼称号を、1723年から1761年までデ・ラ・ウォー男爵の称号を使用した。

## 生涯
第6代デ・ラ・ウォー男爵ジョン・ウェストとマーガレット・フリーマン（ロンドンの商人ジョン・フリーマンの娘および相続人）の息子として生まれた。イートン・カレッジで教育を受けた後、ヨーロッパを旅し、1712年に帰国した。
1712年、枢密院特命書記官長に任命された。1715年イギリス総選挙でグラムパウンド選挙区から出馬して当選、以降1722年まで庶民院議員を務めた。1715年に第1近衛騎馬隊の少佐になり、1717年に中佐に昇進した。1723年、父の死去に伴いデ・ラ・ウォー男爵を継承、貴族院に移籍した。1725年5月27日、バス勲章を授与されるとともにジョージ1世の寝室侍従に任命された。1728年、王立協会フェローに選出された。
1731年6月12日、枢密顧問官に任命されるとともに王室会計長官に任命され、1737年まで務めた。1732年、大法官キング男爵の不在中に一時的に貴族院議長を務め、1736年のポーティアス暴動の後はエディンバラ市への厳罰を支持した。同1736年、神聖ローマ帝国に派遣されオーガスタ・オブ・サクス＝ゴータ（王太子フレデリック・ルイスの結婚相手）をイギリスに護送する任務を与えられた。ハーヴィー男爵はこの出来事について、「王太子の嫉妬をやわらげられるこれ以上の選択はない」「それほど洗練されていない使者はドイツにおけるいかなるゴート族やヴァンダル族の宮廷でも見つからない」と記述した。デ・ラ・ウォー男爵とオーガスタは1736年4月にグリニッジで上陸した。
1736年から1766年まで、レヴァント会社総裁を務めた。1737年、ニュージャージー植民地総督とニューヨーク植民地総督に任命されたが、米州にわたることはなく、貴族院で活動しながら軍務を続けた。オーストリア継承戦争中の1743年にはデッティンゲンの戦いに参戦した。1737年8月30日、第1近衛騎馬隊隊長になり、以降死去まで務めた。1743年に准将に、1745年に少将に、1747年に中将に昇進、1765年にGeneral of the Horseに任命された。1752年にガーンジー総督に任命され、1766年に死去するまで務めた。1754年、大法官ハードウィック伯爵の不在中に一時的に貴族院議長を務めた。1761年、国王ジョージ3世によりデ・ラ・ウォー伯爵およびカンテループ子爵に叙された。
1766年3月16日に72歳で死去、3月22日に聖マーガレット教会で埋葬された。長男ジョンが爵位を継承した。

## 家族
1721年5月25日、シャーロット・マッカーシー（1735年2月没、第4代クランカーティ伯爵ドノー・マッカーシーとエリザベス・スペンサーの娘）と結婚、2男2女をもうけた。
- ジョン（英語版）（1729年 – 1777年）
- ダイアナ（1731年 – 1766年） - ジョン・クレイヴァーリング（英語版）と結婚[10]
- ジョージ・オーガスタス（1776年没）
- ヘンリエッタ（1817年没） - ジェームズ・ジョンストン（英語版）と結婚[11]

1744年6月15日、アン・ウォーカー（1748年6月没、ネヘミア・ウォーカー（Nehemiah Walker）の娘）と再婚したが、2人の間に子供はいなかった。アンの死後は再婚しなかった。